# Milton Ernest
Milton Ernest est une paroisse civile et un village du Bedfordshire, en Angleterre.